# Султан Давар Бахш
Султан Давар Бахш Бахадур (около 1607 — 23 января 1628) — субадар Гуджарата (1623—1627), претендент на престол Империи Великих Моголов в 1627 году, второй сын шахзаде Султана Хусрау-мирзы (1587—1622) и внук могольского падишаха Джахангира.

## Биография
Султан Давар Бахш был старшим сыном принца Хусрау Мирзы. Его матерью была дочь крупного могольского вельможи Мирзы Азиза Коки (1542—1624), известного как Хан Азим.
В конце жизни султана Акбара, враждовавшего со своим старшим сыном Джахангиром, принц Хусрау-мирза был одним из возможных преемников своего деда. В 1605 году после смерти Акбара Великого и вступления на императорский престол Джахангира Хусрау-мирза был вынужден находиться при дворе своего отца. В апреле 1606 года Хусрау бежал из Агры в Пенджаб, собрал 12-тысячное войско и поднял восстание против своего отца. Джахангир разгромил своего сына в битве при Бхайровале и захватил его в плен. Хусрау-мирза был ослеплён и отправлен в заключение, где в 1622 году был задушен.
В том же 1622 году могольский падишах Джахангир назначил своего внука Давара Бахша наместником (субадаром) Гуджарата. Принц Давар Бахш, которому тогда было 15 лет, был помещен под опеку своего деда по материнской линии, Мирзы Азиза Коки.
В 1625 году император Джахангир устроил брак своего внука Давара Бахша с сестрой раджи Джаи Сингха из Амбера, чтобы обеспечить лояльность последнего.
28 октября 1627 года Джахангир скончался. На вакантный престол стали претендовать сыновья Джахангира: Шах Джахан Бахадур и Султан Шахрияр-мирза. Крупный могольский сановник Асаф-хан, тесть и сторонник Шах Джахана, вначале объявил новым императором Султана Давар Бахша. Шахзаде Шах Джахан, восставший против отца и находившийся в Декане, и Шахрияр-мирза, пребывавший в Кашмире, стали собирать войска для борьбы за отцовский престол. Шахрияр-мирза прибыл из Кашмира в Лахор, где захватил императорскую казну и собрал наемное войско. Асаф-хан во главе императорской армии выступил против Шахрияра и разгромил его в битве под Лахором. Шахрияр-мирза был взят в плен и ослеплён.
Немедленно после смерти Джахангира Асаф-хан известил об этом своего зятя Шах-Джахана, который с большим войском выступил из Декана в поход на Агру. 30 декабря 1627 года Шах-Джахан был провозглашен императором в Лахоре. 23 января 1628 года по тайному приказу Шах-Джахана Асаф-хан умертвил его племянника Давар Бахша, младшего брата Шахрияр-мирзу и трех племянников. По другим данным, Султан Давар Бахш уцелел и бежал в Персию, где шах назначил ему денежное содержание.